# José Ionilton Lisboa de Oliveira
José Ionilton Lisboa de Oliveira SDV (ur. 9 marca 1962 w Araci) – brazylijski duchowny katolicki, biskup-prałat Itacoatiara w latach 2017-2023, biskup-prałat Marajó od 2023.  

## Życiorys
19 stycznia 1992 otrzymał święcenia kapłańskie w zgromadzeniu wokacjonistów. Był m.in. animatorem powołań, mistrzem nowicjatu oraz przełożonym brazylijskiej prowincji zakonnej.
19 kwietnia 2017 papież Franciszek mianował go biskupem-prałatem Itacoatiara. Sakry udzielił mu 16 lipca 2017 biskup Edgar da Cunha.
3 listopada 2023 ten sam papież  przeniósł go na urząd biskupa-prałata Marajó. 